# 鄭袖
鄭袖（？—？），又称南后，戰國時期楚懷王的王后，楚頃襄王之母。 

## 生平
鄭袖美豔且善妒，性格聰慧狡黠，陰險惡毒，心計深沉，深受楚懷王寵愛，並產下兩子一女。一日，魏王送給楚懷王一名美人魏美人，楚懷王視魏美人為寵妃，鄭袖因而失寵，這立即引起了鄭袖的妒嫉，於是她便想出了一個毒計來陷害魏美人。有天鄭袖告訴魏美人楚王不喜歡她的鼻子，於是魏美人見到楚王都要掩著鼻子。後楚王問於鄭袖道：“美人見寡人輒掩鼻，何也？”鄭袖答道：“嫌大王體臭，故惡聞之。”楚王大怒，命將魏美人劓之，袖遂專寵。嬖臣靳尚勾結鄭袖，兩人內外用事，又設計陷害屈原被放逐，楚國國事日非。

## 異說
一说郑袖和南后應該是不同人，南后为王后，郑袖为宠姬，王后只有一人，“南”应为王后姓氏，非封号。《战国策·楚策三》有“南后、郑袖贵於楚”之语。《战国策》又说“南后以千金，郑袖（亦）以五百斤，”楚怀王也说“吾固以为天下莫若是两人也。”《战国策·楚策四》：“楚王后死。”鲍彪《战国策注》云“自张仪拘时，独言郑袖则后死久也矣。”
此說較爲接近正史
郭沫若认为郑袖和南后是同一个人。